# Marchese di Powis
Marchese di Powis era un titolo nobiliare inglese nella Paria d'Inghilterra.

## Storia
Il titolo venne creato nel 1687 per William Herbert, I conte di Powis. Questi era giù succeduto a suo padre come terzo barone Powis nel 1667 ed era stato creato conte di Powis nella parìa d'Inghilterra nel 1674; assieme al titolo di marchese di Powis ottenne anche quello di visconte Montgomery. Quando Giacomo II si portò in esilio in Francia, il marchese lo seguì. Fu controllore della casa reale e sua moglie Elizabeth fu governante dei principi reali. Nel 1698 venne ricompensato coi titoli di duca di Powis e marchese di Montgomery, ma questi titoli vennero riconosciuti solo nella parìa giacobita e non in quella inglese.
Il titolo di barone Powis venne creato nella parìa d'Inghilterra nel 1629 per William Herbert. Questi era figlio di sir Edward Herbert, figlio secondogenito di William Herbert, I conte di Pembroke e di Anne Parr. I titoli si estinsero tutti alla morte del nipote del primo marchese, il terzo marchese, nel 1748.
Barbara, figlia di lord Edward Herbert, figlio minore del secondo marchese di Powis e fratello del terzo marchese, sposò Henry Arthur Herbert, che venne creato conte di Powis nel 1748.

## Baroni Powis (1629)
- William Herbert, I barone Powis (c. 1573–1656)
- Percy Herbert, II barone Powis (c. 1600–1667) (venne creato I baronetto l'11 novembre 1622)
- William Herbert, III barone Powis (1626–1696) (creato conte di Powis nel 1674 e marchese di Powis nel 1687)

## Marchesi di Powis (1687)
- William Herbert, I marchese di Powis (1626–1696), sposò Elizabeth Somerset
- William Herbert, II marchese di Powis (1665–1745), sposò Mary Preston
- William Herbert, III marchese di Powis (1698–1748), morì celibe.